# 南部長継
南部 長継（なんぶ ながつぐ）は、鎌倉時代末期から南北朝時代にかけての武士。波木井南部氏（根城南部氏）3代当主。

## 略歴
南部実継の子として誕生。幼名は梅平次。後に入道法達、右馬頭、四郎を名乗る。
長継は嘉暦元年（1326年）、陸奥国で安藤季久・季長兄弟が起こした安藤氏の乱に際して鎌倉幕府より乱の鎮圧命令を受け、翌嘉暦2年（1327年）6月、宇都宮高貞や小田高知など、糠部や津軽の地に領地を有する関東武者と共に甲斐より糠部へ下向、子・貞継を連れて出陣・参陣した。
元徳2年（1330年）4月、北畠具行の意向を受けた父・実継の命により上洛、護良親王を奉じ楠木正成の麾下となる。しかし、元弘元年（1331年）の元弘の変にて、倒幕の陰謀に加担した実継は幕府軍に捕縛され、建武政権下で足利尊氏と対立した護良親王も建武元年（1334年）に捕縛、幽閉される。建武2年（1335年）7月、中先代の乱勃発に乗じ、足利直義の配下に親王が殺害されると、長継は若宮の子・興良親王を奉じ入道法達を名乗る。
正平7年/観応3年/文和元年（1352年）、興良親王は足利勢に寝返った赤松則祐と摂津国の甲山の麓において合戦するも敗れ、長継はこの戦いで討ち死にしたようである。法名は劫岳曠公。

## 系譜
- 父：南部実継（?-1332）
- 母：不詳
- 妻：不詳
  - 男子：南部貞継
  - 女子：南部師行室
  - 男子：南部宗継
  - 男子：南部宗治